# Dolerus germanicus
Dolerus germanicus är en stekelart som först beskrevs av Fabricius 1775.  Dolerus germanicus ingår i släktet Dolerus, och familjen bladsteklar. Arten är reproducerande i Sverige.